# Tenuipalpus aethiopicus
Tenuipalpus aethiopicus är en spindeldjursart som beskrevs av Meyer 1979. Tenuipalpus aethiopicus ingår i släktet Tenuipalpus och familjen Tenuipalpidae. Inga underarter finns listade i Catalogue of Life.